# Philipp I. (Nassau-Saarbrücken-Weilburg)

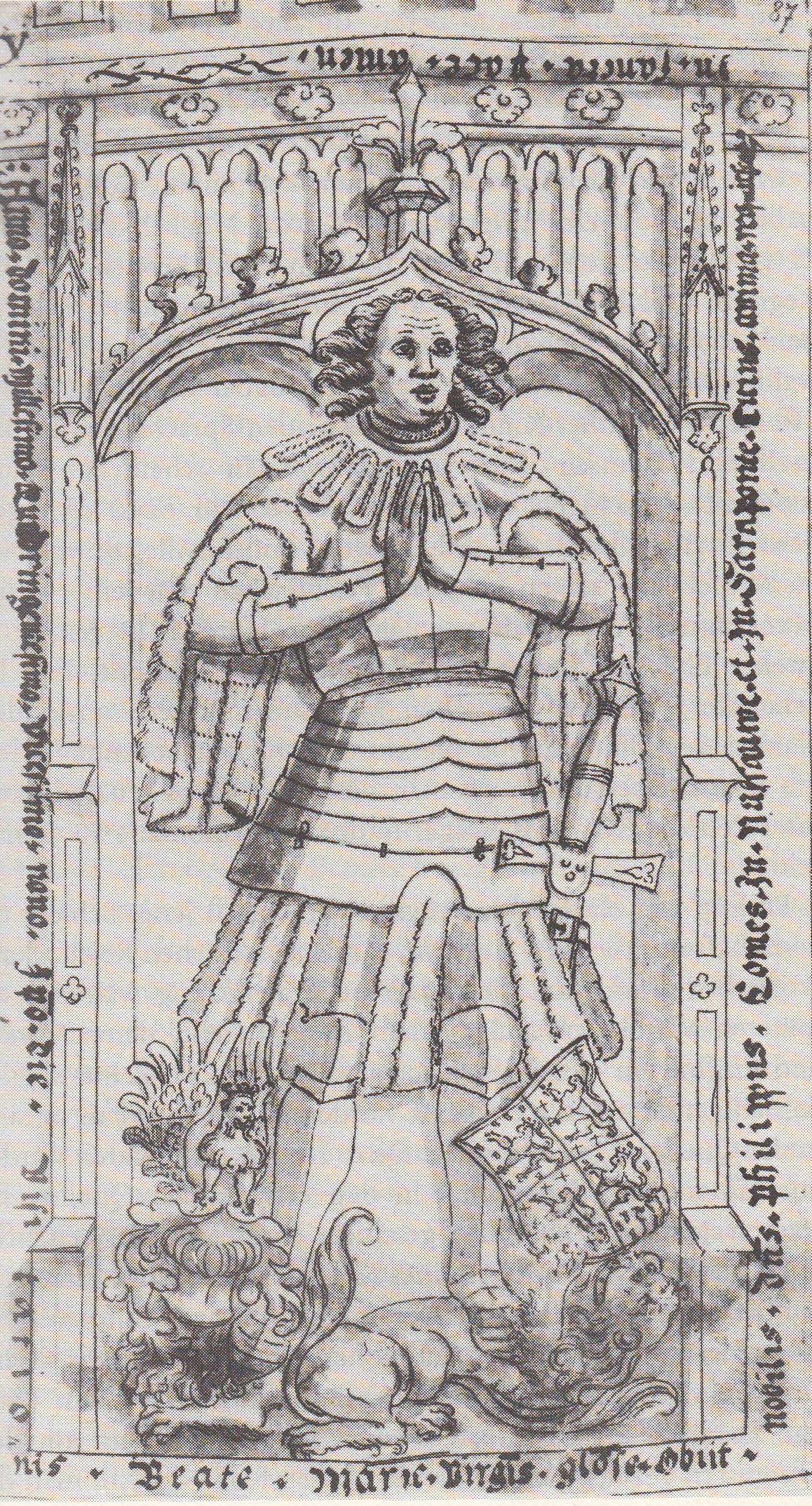
Philipp I., Zeichnung der Grabplatte aus dem Epitaphienbuch von Heinrich Dors

Philipp I. von Nassau-Saarbrücken-Weilburg (* um 1368 in Weilburg; † 2. Juli 1429 in Wiesbaden) war Graf von Nassau-Weilburg und von Nassau-Saarbrücken.

## Leben
Er war der zweite Sohn des Grafen Johann I. von Nassau-Weilburg und der Gräfin Johanna von Saarbrücken-Commercy (Maison de Broyes).
Am 20. September 1371 trat er das Erbe seines Vaters als Graf von Nassau-Weilburg an. Da er noch minderjährig war, übernahm seine Mutter die Regierungsgeschäfte, bis sie im Jahr 1381 verstarb. Von da an übernahm der Straßburger Bischof Friedrich von Blankenheim die Vormundschaft für Philipp. Mit dem Tod seines Großvaters Johann II. von Saarbrücken-Commercy im Jahr 1381 erbte Philipp die saarbrückischen Besitzungen, die dadurch mit der nassauischen Herrschaft vereint wurden. Gegen 1385 wurde er volljährig. Ihm wurden die Lehen über die Grafschaft Nassau-Saarbrücken (1383), die Herrschaft Commercy (1384) und in kurtrierischen Gebieten (1393), die zum Besitz seiner ersten Frau Anna von Hohenlohe-Weikersheim gehörten, übertragen. Nach dem Tod von deren Großvater Heinrich II. von Sponheim-Bolanden (1393) gelangten auch dessen Herrschaften Kirchheim und Stauf an ihn und blieben bis zum Ende der Feudalzeit im Eigentum des Hauses Nassau.
Im Städtekrieg 1387–1389 beteiligte sich Philipp aufseiten der süddeutschen Fürsten unter Führung der Herzöge von Bayern gegen den Schwäbischen Städtebund. Für seine Beteiligung an der Schlacht bei Döffingen erhielt er 1388 den Ritterschlag. Durch sein Engagement verschaffte er sich Einfluss im süddeutschen Raum und konnte mit unterschiedlichen Herrschaften in Verbindung treten. Im Jahr 1398 räumte ihm König Wenzel das Münzrecht ein. Damit verband sich eine wirtschaftliche Konsolidierung seiner Herrschaft, die er durch die Einführung des Landrechts der Grafschaft Saarbrücken auf juristischer Seite vorantrieb.
Gleichzeitig verlieh ihm Wenzel das Amt eines Obmanns und Hauptmanns für den Landfrieden am Rhein und in der Wetterau. Mit seinem Vetter Johann II. von Nassau griff Philipp in die Reichspolitik ein, indem er an der Absetzung Wenzels mitwirkte, dessen Nachfolger Ruprecht er protegierte, um später wiederum dessen Absetzung zu betreiben. An der Krönung des Nachfolgers, Sigismund, nahm er in Aachen als Gast teil. Dieser machte ihn zum Rat und zum Hauptmann der Ritterschaft in Luxemburg. Damit verband Philipp seine Loyalität mit Sigismund und kündigte die gemeinsame Politik mit seinem Vetter Johann auf. Auf dem Konzil von Konstanz erwies er sich als Parteigänger des Königs gegen die päpstliche Politik.
Kontakte unterhielt Philipp auch zu Frankreich. Am französischen Hof war er königlicher Rat. Die Nachkommen Philipps beherrschten die Grafschaft Saarbrücken über vier Jahrhunderte.
Philipp wurde im Kloster Klarenthal bei Wiesbaden beigesetzt. Sein Grabmal wurde bei einem Brand 1850 zerstört.

## Ehen und Nachkommen
Im Jahr 1387 heiratete Philipp Anna von Hohenlohe-Weikersheim († 11. Oktober 1410), Tochter von Kraft IV. von Hohenlohe-Weikersheim und Elisabeth von Sponheim-Bolanden. Mit ihr hatte er zwei Kinder:
- Philipp (1388–1416)
- Johanna († 1. Februar 1481) ⚭ Graf Georg I. von Henneberg-Römhild (* 1395; † 25. Juli 1465)

Eine zweite Ehe ging Philipp 1412 mit Elisabeth von Lothringen ein. Aus dieser Ehe gingen drei Kinder hervor:
- Philipp (1418–1492)
- Johann (1423–1472)
- Margarethe (1426–1490) ⚭ 1441 Gerhard von Rodemachern

Darüber hinaus zeugte Philipp drei außereheliche Kinder:
- Philipp von Nassau
- Grete († 1437) ⚭ Peter der Ältere von Rittenhofen († vor 1461), Amtmann in Kirchheimbolanden, Gutsherr auf Rittenhofen und Burgherr von Homburg
- Heintzchen von Nassau